# Honkytonk Man
Honkytonk Man (bra: Honkytonk Man - A Última Canção; prt: A Última Canção) é um filme norte-americano de 1982 dirigido por Clint Eastwood e baseado na novela de Clancy Carlile. A história se passa durante a Grande Depressão e é centrada em Red Stovall (Clint Eastwood) e sua tentativa para chegar a Nashville sóbrio, com seu sobrinho (Kyle Eastwood), para um teste musical.

## Elenco
- Clint Eastwood...Red Stovall
- Kyle Eastwood...Whit
- John McIntire...Avô
- Alexa Kenin...Marlene
- Verna Bloom...Emmy
- Barry Corbin...Arnspringer
- Matt Clark...Virgil
- Jerry Hardin...Snuffy
- Tim Thomerson...Policial
- Macon McCalman..Dr. Hines
- Joe Regalbuto...Henry Axle
- Gary Grubbs...Jim Bob
- Rebecca Clemons...Belle
- Johnny Gimble...Bob Wills
- Linda Hopkins...Cantora de blues

## Recepção
No agregador de críticas Rotten Tomatoes, que categoriza as opiniões apenas como positivas ou negativas, o filme tem um índice de aprovação de 93% com base em 14 comentários dos críticos. O consenso crítico do site diz: "Clint Eastwood consegue revelar seu lado mais suave em Honkytonk Man, um road movie surpreendentemente doce e comovente que segue em um ritmo agradável". Roger Ebert deu ao filme três estrelas de quatro escrevendo "Este é um filme doce, caprichoso e discreto, um filme que faz você se sentir bem sem pressioná-lo muito."